# Irlandais (peuple)
Cet article concerne le peuple irlandais. Pour la langue irlandaise, voir Irlandais.
 (mars 2015).
Si vous disposez d'ouvrages ou d'articles de référence ou si vous connaissez des sites web de qualité traitant du thème abordé ici, merci de compléter l'article en donnant les références utiles à sa vérifiabilité et en les liant à la section « Notes et références ».
Le peuple irlandais est un groupe ethnique d'Europe de l'Ouest originaire d'Irlande, une île de l'archipel des îles Britanniques. Les personnes d'appartenance ethnique irlandaise, vivant en dehors de ce pays, sont communes dans beaucoup de pays du monde occidental, particulièrement dans les pays anglophones. D'ailleurs, ce sont les États-Unis qui accueillent le plus grand nombre de personnes d'ascendance irlandaise avec environ la moitié de la population irlandaise mondiale, c'est-à-dire dix fois plus qu'en Irlande elle-même. Néanmoins, ce n'est qu'en Irlande et en Irlande du Nord qu'ils forment la majorité de la population.
À l'étranger, la langue irlandaise n'est pratiquement pas parlée, et cette langue s'efface surtout au profit de l'anglais, en Amérique du Nord et en Océanie.

## Ethnonymie
L'ethnonyme est mentionné sous la graphie Irlandois en 1567.
en irlandais : Muintir na hÉireann, na hÉireannaigh ou na Gaeil.

## Histoire

### Origines
Depuis les neuf mille ans qu'elle est habitée, l'Irlande a vu nombre de peuples débarquer sur ses rives. Son « histoire mythique » est rapportée dans le Lebor Gabála Érenn (le « livre des conquêtes d’Irlande ») qui fait état d'une succession de peuples ayant occupé l’île. Après le peuple de Cesair, viennent les Fomoires, les Partholoniens, les Nemediens, les Fir Bolg, les Tuatha Dé Danann et les Milesiens. Les Tuatha Dé Danann sont les dieux celtes qui doivent se réfugier dans le sidh selon la mythologie celtique irlandaise après avoir été vaincus par les fils de Míl Espáine, ancêtres des Gaels.
Les anciens peuples d'Irlande, comme les cultivateurs de Céide Fields (en) et les bâtisseurs de Newgrange, nous sont presque inconnus. Ni leur(s) langage(s), ni leurs mots pour se désigner, n'ont survécu. Au milieu du premier millénaire, les habitants d'Irlande ne paraissaient pas encore posséder de nom collectif unique. L'île elle-même était désignée par un certain nombre de noms aussi différents que Banba, Scotia, Fódla, Ériu par les îliens eux-mêmes, Hibernia et Scotia par les Romains ainsi que Ierne par les Grecs.
Même à la fin de l'époque romaine, les termes servant à désigner les peuples d'Irlande venaient tous de sources romaines et étaient variés : Attacotti, Scoti et Gaëls. Ce dernier mot, dérivé du vieux gallois gwyddel signifiant « pillard », finit par être adopté par les Irlandais eux-mêmes. Mais, en tant que terme, il se trouve au même niveau que Viking, car il décrit une activité (raid, piraterie) et ses participants et non pas une véritable affiliation ethnique.
Les termes « Irlandais » et « Irlande » viennent des Ivernes ou Érainn, un peuple qui vécut dans ce qui est maintenant le Centre et le Sud du Munster. Il est possible que leur proximité avec les routes commerciales avec l'Ouest de la Grande-Bretagne, la Gaule et l'Hispanie ait fait que le nom de ce seul peuple ait été appliqué à toute l'île et à ses habitants.
Au cours de l'histoire, une quantité de groupes ethniques ont habité l'île tels que les Airgialla, les Fir Ol nEchmacht, les Delbhna, les Fir Bolg, les Érainn, les Eóganachta, les Mairtine, les Conmaicne, les Soghain et les Ulaid.
La mythologie celtique insulaire dit que les Irlandais descendent de Míl Espáine, formé à partir de Milesius du latin Miles Hispaniae signifiant « soldat d'Hispanie ». Ce personnage n'est presque certainement qu'une simple personnification d'une supposée migration par un ou plusieurs groupes entre l'Hispanie et l'Irlande. Ceci est soutenu par le fait que le celtibère est plus proche des langues celtiques insulaires que de tout autre langue. Cette légende est la source du terme « Milesiens » qui fait référence aux Irlandais. Si cette invasion a été aussi grande que la mythologie le suggère, cela expliquerait la similarité génétique entre les Ibères du Nord et les Irlandais.
Le Pays basque et les régions avoisinantes ont servi de refuge aux hommes paléolithiques durant la dernière glaciation majeure, quand les régions plus au nord étaient trop froides et trop sèches pour pouvoir y vivre continûment. Quand le climat se réchauffa au cours de cette période interglaciaire, les populations se seraient rapidement dispersées au nord, le long des côtes de l'Europe de l'Ouest. Les Basques, tout comme les Irlandais, montrent la plus haute fréquence de l'haplogroupe R1b du chromosome Y de l'Europe de l'Ouest. Pas moins de 95 % des hommes natifs du Pays basque possèdent cet haplogroupe. Le reste relève principalement de l'haplogroupe I, avec une présence minime de l'haplogroupe E3b,. Du point de vue du chromosome Y et de l'ADN mitochondrial, le degré de parenté entre les Basques et les populations d'Irlande et du pays de Galles est le même qu'entre deux régions voisines d'Espagne, où des « Espagnols » ethniquement semblables vivent à proximité des Basques. D'ailleurs la parenté génétique est aussi très forte entre les Basques et les autres Espagnols. En fait, comme l'a déclaré Stephen Oppenheimer dans The Origins of the British (2006)[Information douteuse], bien que les Basques aient été plus isolés que les autres Ibères, ils forment une population typique de l'Europe du sud-ouest. Quant à la parenté génétique entre les Basques, les Ibères et les Britanniques, il déclare pages 375 et 378 :
« Dans les îles Britanniques, une large majorité des types de gènes masculins provient de la péninsule Ibérique (les actuels Espagne et Portugal), allant d'un faible taux de similitude de 59 % à Fakenham, dans le comté de Norfolk jusqu'à des pics de 96 % à Llangefni, dans le nord du pays de Galles, et de 93 % à Castlerea en Irlande. Sur la moyenne, seulement 30 % des types de gènes en Angleterre proviennent de l'Europe du nord-ouest. Même en ne prenant pas en compte les premières vagues des immigrants du nord-ouest de l'Europe, ceci invalide la théorie du raz-de-marée anglo-saxon[...] »
« [...] 75 à 95 % des similitudes génétiques des Britanniques et des Irlandais proviennent d'Ibérie... L'Irlande, les régions côtières du pays de Galles, le centre et la côte ouest de l'Écosse ont été presque entièrement peuplés par les Ibères, et le reste des régions non anglaises de la Grande-Bretagne et de l'Irlande ont des taux élevés similaires. L'Angleterre a des taux plutôt moins élevés de type ibère, avec une hétérogénéité marquée, mais aucun échantillon anglais n'a de taux inférieur à 58 %... »
Dans son livre basé sur la génétique Blood of the Isles (Sang des Îles) (2006), Bryan Sykes arrive aux mêmes conclusions. Dans les citations suivantes de ce livre, Sykes emploie les termes « Celtes » et « Pictes » pour désigner les habitants pré-romains des Îles, et non pas dans un sens linguistique.[Quoi ?]
« ...la présence d'un grand nombre de représentants du clan océanique des Jasmines me dit qu'il a existé un mouvement à très vaste échelle depuis la péninsule Ibérique, dirigé vers le nord, le long des côtes de l'océan Atlantique, qui commença dès le début du Néolithique, et peut-être même avant. Le nombre de correspondances exactes ou proches entre les clans maternels de l'ouest et du nord de la péninsule ibérique avec ceux de la moitié ouest des îles britanniques est réellement impressionnant, bien plus que celui, plus faible, des correspondances avec les clans de l'Europe continentale. »
« ... La génétique montre qu'une large proportion de Celtes irlandais, tant hommes que femmes, est arrivée en Irlande depuis la péninsule ibérique, au moment où l'agriculture atteignait cette île...

[...]La parenté avec l'Espagne se trouve aussi dans le mythe de Brutus de Bretagne [....] Ceci aussi peut être le faible écho du même mythe originel que celui des Irlandais milesiens, et la relation avec la péninsule ibérique est presque aussi forte dans les régions britanniques qu'elle ne l'est en Irlande.

Les Pictes font partie du même mélange d'ancêtres mésolithiques ibériens et européens, qui forme l'infrastructure picte/celtique des îles britanniques. »
« Là encore, le signal celtique[Quoi ?] est le plus fort, sous la forme du clan d'Oisin, qui domina la scène sur toutes les îles. La prédominance en tout point des Îles du chromosome atlantique (le plus fréquent chez ce clan), avec ses fortes affinités avec l'Ibérie, ainsi que d'autres similarités et la preuve apportée par l'ADN mitochondrial, me convainquent que c'est dans cette direction que nous devons rechercher l'origine du clan d'Oisin et de la grande majorité de nos chromosomes Y. Les routes maritimes de la bordure atlantique ont véhiculé vers les Îles à la fois des hommes et des femmes. »
Les Vikings fondèrent beaucoup des principales villes d'Irlande, comme Dublin et Cork (les colonisations autochtones antérieures de ces sites n'approchèrent jamais la nature urbaine des ports de commerce que les Scandinaves installèrent), et un jargon commercial irlando-scandinave, appelé 'Gic-goc', se développa. L'arrivée des Normands amena aussi des Gallois, des Flamands, des Bretons, qui, pour la plupart, allaient être intégrés dans la culture et l'organisation politique irlandaise pour la fin du XVe siècle. Ce fut particulièrement le cas des Normands gallois, qui s'installèrent dans le Pale à cause de sa proximité avec le pays de Galles. Pendant le bas Moyen Âge, les familles écossaises de Gallowglass, métissées gaélique-scandinave-pictes, arrivèrent pour s'installer, principalement dans le nord. Grâce à leurs similarités de culture et de langue, elles s'assimilèrent, elles aussi, aisément. Les Plantations en Irlande et, en particulier les Plantations en Ulster au XVIIe siècle, introduisirent un grand nombre de colons écossais et anglais, ainsi que des Français huguenots. Malgré ces origines différentes, la plupart de leurs descendants se considérèrent comme Irlandais, même en connaissant leurs ascendants, simplement à cause de leur longue présence en Irlande.
Historiquement, la religion, la politique et l'origine ethnique se retrouvèrent imbriquées en Irlande. Ceci est moins vrai aujourd'hui, bien que les liens entre origine ethnique et religion puissent toujours être observés, particulièrement en Irlande du Nord. Quatre sondages, effectués entre 1989 et 1994, révélèrent que, lorsqu'on leur demandait leur identité nationale, plus de 79 % des protestants de l'Irlande du Nord répondaient « Britannique » ou « Ulster », avec 3 % ou moins indiquant « Irlandais », alors que 60 % des catholiques de cette même région répondaient « Irlandais », avec 13 % ou moins indiquant « Britannique » ou « Ulster ». Une enquête en 1999 montra que 72 % des protestants de l'Irlande du Nord se considéraient comme Britanniques et 2 % comme Irlandais, avec 68 % des catholiques de cette même région se considérant comme Irlandais et 9 % Britanniques. Cette enquête révéla aussi de 78 % des protestants et 48 % de tous les sondés se sentaient « fortement Britanniques », alors que les catholiques et 35 % de tous les sondés se sentaient « fortement Irlandais ». 51 % des protestants et 33 % de tous les sondés se sentaient « pas du tout Irlandais », tandis que 62 % des catholiques et 28 % de tous les sondés se sentaient « pas du tout Britanniques »,.

### Histoire récente

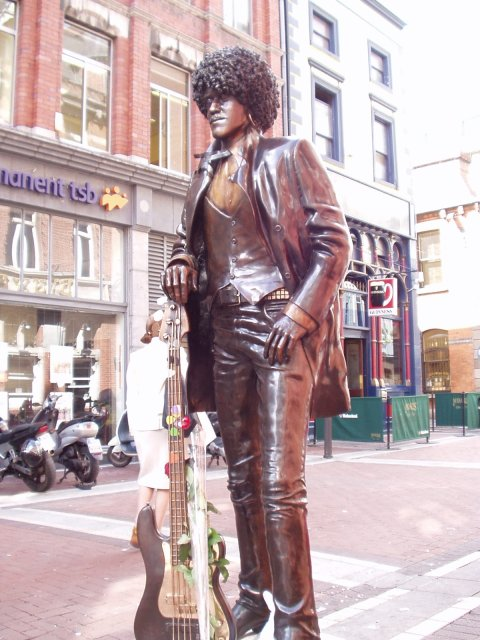
Statue du musicien irlandais Phil Lynott à Dublin

En république d'Irlande, environ 86,82 %  de la population est catholique. En Irlande du Nord environ 53,1 % de la population est protestante (21,1 % de presbytériens, 15,5 % de l'Église d'Irlande, 3,6 % de méthodistes, 6,1 % d'autres chrétiens), tandis que 43,8 % est catholique (chiffres de 2001).
Après que l'Irlande fut soumise par l'Angleterre en 1603, les Anglais, sous Jacques Ier, Oliver Cromwell, Guillaume III, et leurs successeurs, commencèrent la colonisation du Pale dans le Leinster, et, plus tard, des colons protestants, anglais et écossais, s'installèrent plus fortement dans la province d'Ulster. Des dizaines de milliers d'Irlandais autochtones furent déplacés au XVIIe siècle lors des Plantations en Irlande, et furent remplacés par des planteurs anglais et écossais. Ces plantations ne s'avérèrent durables que dans la plus grande partie de l'Ulster. Les trois autres provinces, le Connacht, le Leinster et le Munster demeurèrent majoritairement catholiques, et leurs populations protestantes allaient décroître considérablement, à la suite des développements politiques du début du XXe siècle en Irlande.
Ce sont principalement la religion, l'histoire et les différences politiques (le nationalisme culturel irlandais contre l'unionisme britannique) qui divisent les deux communautés, car beaucoup d'Écossais d'Irlande sont eux-mêmes d'origine celtique, et sont donc apparentés à leurs voisins irlandais catholiques. Réciproquement, des Irlandais possèdent à un certain degré des ancêtres anglais ou écossais, par les familles gallowglass des Highlands.
En 1921, lors de la formation de l'État libre d'Irlande, six comtés dans le nord-est choisirent de rester dans le Royaume-Uni, formant l'Irlande du Nord.
Les noms des familles « irlandaises d'Ulster » ont tendance à différer selon la communauté dont elles sont issues. Les protestants d'Ulster tendent à avoir des noms anglais ou écossais, alors que les catholiques ont plutôt des noms irlandais, même si cela n'est pas toujours le cas. Il y a beaucoup de catholiques en Irlande du Nord qui possèdent des noms tels que Emerson, Whitson, Livingstone, Hardy, Tennyson, MacDonald (ce patronyme est aussi commun parmi les catholiques des Highlands en Écosse), Dunbar, Groves, Legge, Scott, Gray, Page, Stewart, Rowntree, Henderson, etc., presque certainement à cause des mariages mixtes. Selon Lecky, les conversions interviennent aussi dans une moindre mesure ; parfois les catholiques deviennent protestants pour conserver leurs terres et leurs titres ou pour obtenir des avantages, alors que quelques protestants des classes inférieures ou qui connaissaient des temps difficiles seraient devenus catholiques.

## Anthroponymie

### Noms de famille
Beaucoup de noms de famille irlandais ont été anglicisés, afin de paraître plus anglo-irlandais. Ce phénomène s'est produit quand la langue parlée en Irlande passa de l'irlandais à l'anglais, lors des plantations dans les années 1600[réf. nécessaire].
Il est aussi très courant que les personnes d'origine gaélique possèdent un nom commençant par « Ó » ou par « Mc », parfois par « Mac », occasionnellement abrégé en « Ma ».
« O » était à l'origine « Ó », qui venait lui-même de Ua (originellement hUa), qui signifie « petit-fils » ou « descendant » d'une certaine personne, alors que « Mac » ou « Mc » signifient « fils de ». L'affirmation comme quoi Mac est écossais et Mc irlandais ne possède aucun fondement, Mc étant simplement une abréviation de Mac. Toutefois, bien que Mac et Ó soient tous deux d'origine gaélique, Mc est plus courant en Ulster, et Ó est plus rare en Écosse qu'en Irlande. Quelques noms courants commençant par Ó sont : Ó Ceallaigh (Kelly), Ó Gormáin (O'Gorman), Ó Cearbhail (O'Carroll), Ó Gallchobhair (O'Gallagher), Ó hAinbhthin (Hanifin, Hanifan, etc.), Ó Raghallaigh (O'Reilly), Ó Laoidheach (Lee), Ó Néill (O'Neill), Ó Briain (O'Brien), O Fallamhain (O'Fallon), Ó Conchúir (O'Connor), Ó Cathasaigh (O'Casey), Ó hÍcidhe (O'Hickey), Ó Laoire (O'Leary), Ó Seachnasaigh (O'Shaughnessy), Ó Greaney (O'Greaney), Ó Dónaill (O'Donnell), Ó Dubhda (O'Dowd or O'Duffy), Ó Tuathail (O'Toole), Ó Meadhra (O'Meara), Ó Mealaigh (O'Malley), Ó hEadhra (O'Hara), Ó Bradaigh (O'Brady), Ó Driscoll (Driscoll), et Ó Seanacháin (O'Shanahan).
Quelques noms commençant par Mac sont : Mac Diarmada (MacDermott), Mac Cárthaigh (MacCarthy), Mac Donnachadha (MacDonough), Mac Dómhnaill (MacDonnell), McElligott, Mac Coileáin (MacQuillan), Mac Samhrain (McGovern), Mac Aonghusa (MacGuinness, Magennis), Mac Lochlainn (MacLaughlin), Mac Uidhir (MacGuire), Mac Mathúna (MacMahon, MacMahony), Mac Gadhra (McGeary) et Mac Cormaic (MacCormack). Toutefois Mac et Mc ne sont pas exclusifs, ainsi, par exemple, MacCarthy et McCarthy existent tous les deux.
Il y a un certain nombre de noms irlandais qui dérivent de noms de personnes scandinaves, tels que Sweeney et Mc Auliffe venant respectivement de Swein et Olaf. Le nom de famille Cotter, propre à la région de Cork, provient du nom scandinave Ottir. Bien que ces noms soient d'origine viking, il semble que la plupart des familles qui les porte ait des racines autochtones.
« Fitz » est une corruption du français « fils de », utilisé par les Normands, qui, bien que d'origine viking, avaient adopté les usages et la langue des Français, après s'être installés en Normandie.
Quelques noms de famille qui commencent par Fitz sont : FitzGerald (Mac Gearailt), FitzSimons (Mac Síomóin), FitzGibbons (Mac Giobúin), Fitzpatrick (Mac Giolla Phádraig) et FitzHenry (Mac Anraí), la plupart d'entre eux descendant des premiers colons normands. Des exceptions apparaissent chez un petit nombre de familles irlandaises d'origine gaélique, qui vinrent à employer une forme normande de leur nom de famille original, témoin Mac Giolla Phádraig devenant FitzPatrick, tandis que d'autres s'assimilèrent si bien que leur nom gaélique fut perdu en faveur d'une forme hiberno-normande nouvelle. Dans cette catégorie, on peut citer Mac Gilla Mo-Cholomoc de Dublin devenu FitzDermot, après être passé par Dermot ou Diarmaid Mac Gilla Mo-Cholomoc. À noter que Fitzpatrick est le seul patronyme commençant par « Fitz » d'origine gaélique autochtone.
D'autres familles normandes tiennent leurs noms de lieux ou de personnes en Irlande. C'était le cas de la famille Athy, qui tira son nom d'Athy, ville du Leinster. Cependant, il fut plus fréquent que ce furent les Normands qui devinrent plus irlandais que les Irlandais eux-mêmes, et dans ce processus, les Fitzmaurice devinrent les Mac Muiris, les Fitzsimons les Mac Síomóin et les Mac an Ridire, les Fitzgerald devinrent les Mac Gearailt, les Bermingham les Mac Fheorais, les Nangle devinrent les Mac Coisdealbha, les Staunton les Mac an Mhíleadha, etc.
À la fin du XIIe siècle et au XIIIe siècle, les Normands, les Gallois, les Anglais, les Flamands et les Bretons arrivèrent en Irlande à la demande de Diarmait MacMurrough, roi de Leinster, et s'emparèrent d'une partie de l'île. Durant les trois cents années suivantes, ils pratiquèrent l'endogamie avec les clans irlandais dominants, adoptèrent la culture et la langue irlandaises et, comme le dirent les Anglais, devinrent plus irlandais que les Irlandais eux-mêmes. Un autre signe indiquant un patronyme d'origine irlando-normande est le préfixe d'habitation « de », signifiant une origine territoriale. Beaucoup de noms de famille irlandais le partagent : de Búrca (Burke), de Brún, de Barra, de Stac, de Tiúit,
de Faoite (White), de Paor (Power), etc.
Il doit être souligné, spécialement avec les noms gaéliques, qu'il peut y avoir plusieurs familles sans lien de parenté portant des noms de famille identiques ou similaires. Par exemple, il y eut au moins neuf septs Ó Ceallaigh, sans lien entre eux. Les familles Mac Lochlainn, Ó Mael Sechlainn, Ó Mael Sechnaill, Ó Conchobair Mac Loughlin et Mac Diarmata Mac Loughlin, toutes distinctes, sont maintenant toutes subsumées en MacLoughlin. Le patronyme complet indiquait généralement de quelle famille il s'agissait, précision qui a été réduite avec la perte de préfixes tels que Ó and Mac. De plus, en irlandais classique, quand le préfixe Mac était suivi d'un nom commençant par une voyelle, le Mac devenait Mag. Ceci explique pourquoi on voit encore que l'ancienne orthographe de Mac Aonghusa (McGuinness) est Mag Aonghusa, que celle de Mac Uidhir (Maguire) est Mag Uidhir, etc.
En outre, différentes branches d'une famille avec le même nom utilisent parfois, pour se distinguer, des épithètes, qui peuvent devenir à leur tour des noms. Ainsi le chef du clan Ó Cearnaigh (Kearney) était appelé « An Sionnach » (« le renard »), nom que ses descendants utilisent maintenant.
Des noms similaires se retrouvent souvent en Écosse pour de nombreuses raisons, comme l'usage de la même langue ou l'immigration massive des Irlandais en Écosse à la fin du XIXe siècle et au début du XXe siècle. On voit aussi des patronymes écossais parmi les catholiques d'Irlande, particulièrement en Ulster, à cause de mariages mixtes et d'immigrations d'avant la Réforme.

### Prénoms
Dans l'Irlande actuelle, quelques prénoms proviennent de prénoms irlandais traditionnels et de prénoms irlandais anglicisés, bien que les prénoms anglais demeurent populaires.
Ces dernières années ont vu un important déclin de la plupart des prénoms irlandais pour les enfants nés en république d'Irlande. Alors que, dans le passé, des prénoms, tels que Patrick (d'origine romaine), Séamus (la forme irlandaise de Jacques) et d'autres, étaient presque omniprésents dans les familles, ils se retrouvent aujourd'hui parmi les prénoms les plus rares donnés aux enfants, et il en va de même pour la plupart des autres prénoms irlandais, bien qu'il existe quelques notables exceptions. Conor demeure très populaire, étant arrivé en tête des prénoms donnés aux enfants pendant plusieurs années consécutives. Le prénom Jack, qui est un diminutif de John, James et Jacob, a grandi en popularité. Seán, dérivé de l'hébreu Jean, reste un des prénoms irlandais les plus populaires. Les prénoms mâles des États-Unis ont acquis de la popularité ces derniers temps. Il y a beaucoup d'autres prénoms irlandais anglicisés qui restent populaires, comme Ryan et Neil.
En plus de Séan, d'autres prénoms, venant de la tradition irlando-normande, comprennent Gearóid (Gerard), Piaras (Pearce), Éamonn (Edward), Liam (William) et le très courant Pádraig (Patrick), qui est aussi une tradition normande. Antérieurement aux Normands, les Gaëls, par révérence à Saint Patrick, prénommèrent leurs enfants Giolla Phádraig, le servant de Patrick. Piaras est un exemple intéressant de collision des traditions normande et anglaise. Piaras vient du franco-normand Pierre/Piers, qui lui-même provient du latin, Petrus. Piaras/Piers était un prénom commun au bas Moyen Âge et dans l'Irlande pré-moderne. Pourtant, avec l'expansion de la domination britannique, le prénom Peter, qui partage la même racine latine, commença à le remplacer. Aujourd'hui, Peadar, la version irlandaise du prénom Peter, tend à être plus employé que Piaras, la version irlandaise du prénom normand plus ancien, Piers. Ainsi, les familles de noms normands, où Piaras avait été un prénom traditionnel, brisèrent le lien avec leur tradition historique. On rencontre pourtant des exceptions à cela dans le Gaeltacht, où, par exemple, Piaras resterait très courant, particulièrement dans la péninsule de Dingle, région du comté de Kerry, à cause de l'héritage de Piaras Feiritéar, le prénom Piaras restant fréquent dans la famille Feiritéar. Le maintien de telles traditions à l'extérieur du Gaeltacht serait généralement un signe de parents plus éduqués. De façon analogue à Piaras, les familles irlandaises de descendance gaélique patrilinéaire utilisent parfois la version irlandaise Séarlas du nom anglais Charles, plutôt que des prénoms ayant une plus longue tradition dans leurs familles, comme Calbhach ou Cathal. Lorsque Cathal est employé, il est souvent défini à tort comme « la version irlandaise de Charles », de la même manière que l'ancien prénom irlandais, Áine, est désigné faussement comme la version irlandaise du prénom anglais Anne. En fait, Cathal et Áine sont tous deux de très anciens prénoms irlandais, sans aucun lien étymologique avec ces prénoms anglais.
Les prénoms irlandais féminins sont bien plus populaires, même si leur orthographe n'est pas toujours uniforme. Des prénoms tels que Mary, Ann et Eileen, qui étaient extrêmement communs dans le passé, ont maintenant décliné, bien qu'il y eût toujours plus de variété parmi les prénoms féminins que chez les masculins. Aujourd'hui, Aoife, Aisling, Ciara, Sinéad, et Órla sont plus populaires parmi les prénoms traditionnels irlandais, tandis que, parmi les prénoms étrangers, Ella, Emma, Lisa, Rachel et Isabelle sont devenus plus communs. Quelques prénoms plus anciens, comme Sarah, Kate, Catherine et Louise, ont conservé leur popularité. Les prénoms féminins de la tradition irlando-normande sont très répandus, et figurent parmi les prénoms irlandais les plus traditionnels. De la même façon qu'avec le prénom Pádraig (Patrick), dans la tradition pré-normande, Máire n'existait pas, et Maol Muire, fidèle à la Vierge Marie, était l'appellation irlandaise courante. Parmi les autres prénoms d'origine normande et leurs formes anglicisées, on peut citer : Caitríona (Catherine, Katrina), Síle (Sheila), Caitlín (Kathleen), Cáit (Kate), Sinéad (Jane, Janet, etc) et Siobhán (Joan, Jane, etc). Des prénoms anglais, comme Victoria, Elizabeth et Rebecca, tout en n'ayant jamais été très répandus, ont connu un déclin de popularité.
On peut parfois observer des différentiations importantes selon les régions. Un prénom peut ainsi indiquer souvent l'origine géographique d'une personne, plus précisément d'un homme. Ceci s'explique surtout par le culte des saints, qui a été pratiqué de façon traditionnelle dans toute l'Irlande. Par exemple, Fionnbharr est plus commun dans le comté de Cork, Finnian dans le comté de Meath et dans celui de Donegal, Fionán dans le comté de Kerry, etc., selon l'orthographe institutionnalisée dans la tradition locale. Seaghan reste l'écriture de Séan dans l'irlandais d'Ulster, même si Séan, avec l'accent aigu sur le e, est aussi commun. Páidí est plus courant dans le Ard na Caithne que partout ailleurs. Jarlath est le saint patron de Tuam, aussi ce prénom est plutôt commun dans cette région. Comme ci-dessus dans la famille Feiritéar, le prénom peut aussi indiquer une tradition familiale, tout autant qu'un lieu.

## La diaspora irlandaise
La diaspora irlandaise est composée des émigrants irlandais et de leurs descendants installés dans des pays tels que les États-Unis, la Grande-Bretagne, le Canada, l'Australie, la Nouvelle-Zélande, l'Afrique du Sud et des nations de l'Espace Caraïbe, comme Barbade. Ces pays, connus comme le Monde anglo-saxon, possèdent tous d'importantes minorités de descendants d'Irlandais, qui, de plus, forment le noyau de l'Église catholique de ces pays. Cette diaspora compte 80 millions de personnes. On pense qu'approximativement un tiers des Présidents des États-Unis eut au moins un ancêtre irlandais. Charles Carroll, dont le grand-père Daniel, d'origine irlandaise, avait fui la Grande-Bretagne pour échapper aux persécutions contre les catholiques, fut le seul signataire catholique de la Déclaration d'indépendance des États-Unis d'Amérique.
Il y a aussi d'importantes communautés irlandaises dans quelques pays d'Europe continentale, notamment en France et en Allemagne. Il en existe aussi en Argentine, au Brésil et au Mexique.
Dans les Amériques, il y a environ 60 millions d'Irlandais. C'est le second plus grand groupe ethnique aux États-Unis après les Germano-Américains. Estimés à environ 4 millions, ils forment aussi un des plus grands groupes ethniques au Canada. Au milieu du XIXe siècle, un grand nombre d'immigrants irlandais aux États-Unis fut recruté dans l'armée, au moment de la guerre américano-mexicaine. Beaucoup passèrent dans l'armée mexicaine, pour échapper à la forte discrimination américaine à l'égard des catholiques, et ils finirent par s'installer au Mexique. Vicente Fox, un ancien président de la république du Mexique, était d'ascendance irlandaise. Certains Irlandais gardèrent leurs noms intacts, tandis que d'autres se fondirent dans la langue espagnole. Le nom de famille « O'Brien », par exemple, devint « Obregón ». Un grand nombre d'Irlandais émigrèrent aussi en Argentine aux XVIIIe siècle et au XIXe siècle. Les Argentino-Irlandais dépassent les 1 000 000. Parmi les Argentins célèbres d'origine irlandaise, on peut citer Che Guevara, l'ex-président Edelmiro Julián Farrell et le héros national William Brown.
Un groupe irlandais important dans l'histoire des Amériques est les « Patricios » ou le Bataillon Saint Patrick, un groupe d'immigrants catholiques européens, Irlandais pour la plupart, qui déserta le côté américain durant la guerre américano-mexicaine et rejoignit l'armée mexicaine. Bien que beaucoup d'entre eux fussent pris et exécutés par le gouvernement américain, certains purent s'échapper et restèrent au Mexique. Le bataillon est commémoré le jour de la Saint Patrick et tous les 12 septembre, l'anniversaire des premières exécutions.

## Irlandais célèbres
(avril 2024).
- Aidan de Lindisfarne, évêque de Lindisfarne, mort en 651
- Samuel Beckett - écrivain, poète et dramaturge d'expressions anglaise et française.
- Bono (Paul Hewson) – musicien rock, chanteur du groupe U2
- Brigitte d'Irlande - sainte, morte vers 525
- Dicuil - géographe, IXe siècle
- Enya – chanteuse, née en 1961
- Feidlimid mac Crimthain, roi de Munster, 820-847
- Jean Scot Erigène, philosophe, mort en 876
- Mael Seachnaill Ier mac Mael Ruanaid, haut-roi d'Irlande, mort en 862
- Marianus Scotus, chroniqueur, mort vers 1083
- Niall Noigiallach – roi suprême et pirate, mort vers 450/455
- Bertie Ahern - Taoiseach (premier ministre) depuis 1997
- Francis Bacon - artiste, 1909-1992
- Francis Beaufort, hydrographe, 1774-1857
- Robert Boyle - chimiste, 1627-1691
- George Berkeley - philosophe,1685-1753
- Pierce Brosnan - acteur, a joué James Bond de 1994 à 2005, né en 1953
- James Butler, 1er duc d'Ormonde – homme d'État et soldat, mort en 1688
- Darren Clarke – golfeur, né en 1968
- Thomas Crean – explorateur polaire, 1877-1938
- Ninette de Valois - ballerine et fondatrice du Royal Ballet School, 1898-2001
- Colin Farrell - acteur, né en 1976
- Paddy Finucane – pilote de chasse, héros de la Seconde Guerre mondiale, 1920-1942
- Rory Gallagher - musicien rock et blues
- Bob Geldof - chanteur, activiste politique, né en 1954
- Brendan Gleeson – acteur, né en 1955
- Isabella Augusta Gregory - dramaturge, cofondatrice du Théâtre de l'Abbaye, 1852-1932
- William Rowan Hamilton - mathématicien et astronome, 1805-1865
- Richard Harris – né en 1930 à Limerick, mort en 2002
- Margaret Hassan - humanitaire, enlevée et assassinée en Irak en 2004
- James Hoban – concepteur de la Maison-Blanche
- John Hume – homme politique, Phttps://www.francetvinfo.fr/rix Nobel de la paix, né en 1937
- Neil Jordan – réalisateur, né en 1950
- James Joyce – romancier, 1882 - 1941
- Roy Keane – joueur de football, né en 1971
- Phil Lynott - chanteur et compositeur de rock, 1949 - 1986
- Mary McAleese – présidente de la république d'Irlande de 1997 à 2011
- Finian Maynard – véliplanchiste, né en 1974
- Jonathan Rhys-Meyers - acteur, né en 1977
- Spike Milligan - acteur et écrivain, 1918 - 2002
- Van Morrison - compositeur, musicien, né en 1945
- Liam Neeson - acteur, né en 1952
- Turlough O'Carolan - harpiste et compositeur, 1670-1738
- Daniel O'Connell – homme politique dit « l'Émancipateur », 1775 - 1847
- Grace O'Malley – cheftaine de clan et pirate, vers 1530-vers 1603
- Maureen O'Hara – actrice oscarisée, 1920 - 2015
- Martin O'Neill – entraîneur de football, né en 1952
- Sonia O'Sullivan – athlète médaillée des JO, née en 1969
- Peter O'Toole – acteur nommé 8 fois aux Oscars, né en 1932
- Mary Robinson- première présidente de la république d'Irlande, née en 1944
- Ernest Shackleton – explorateur de l'Antarctique, 1874 - 1922
- Steve Staunton – footballeur, né en 1969
- Bram Stoker – écrivain, auteur de Dracula, 1847 - 1912
- Éamon de Valera, considéré comme le père de la nation libre d'Irlande, président de la république d'Irlande de 1959 a 1973 et plusieurs fois chef du gouvernement irlandais, 1882-1975
- Oscar Wilde - écrivain, poète, 1854 - 1900
- W. B. Yeats - poète, 1865 - 1939
- Arthur Wellesley de Wellington – aristocrate et soldat, 1769 - 1852
- Bobby Sands - nationaliste irlandais et député, 1954 - 1981
- Shane MacGowan - musicien et chanteur, né en 1957
- Dolores O'Riordan - chanteuse et compositrice chanteuse du groupe The Cranberries, 1971-2018
- Dave Finlay - catcheur, né en 1958
- Finn Balor - catcheur, né en 1981
- Damian Mackle - catcheur, né en 1985
- Becky Lynch - catcheur, née en 1987
- Niall Horan - chanteur, musicien et compositeur du groupe One direction, né en 1993.

### Sources
- [26].
- [27].
- [28].